# Hoqueton
Le hoqueton (ou haqueton) est une casaque faite de grosse étoffe matelassée avec du feutre, assez courte et sans manches. Son nom provient de l'arabe al-qoton, signifiant « le coton ».
À partir de 1370 les hommes d’armes et fantassins adoptent le hoqueton en remplacement de la cotte de mailles. Il peut arrêter les flèches légères.
Le hoqueton est primitivement un vêtement d'étoffe de lin, de coton et même de soie, comme la cotte portée sur le haubert ou une sorte de gambison posé dessous. Plus tard, à dater du XVe siècle, le hoqueton devint le vêtement de dessus des archers de la prévôté, et fut considéré comme une livrée. Les pages, les écuyers, en certaines circonstances, étaient vêtus de hoquetons, ainsi que les trompettes, les messagers, les hérauts. Le hoqueton sert de sous-vêtements intermédiaire aux chevaliers, placé sous le haubert, puis à partir de 1660 sous la brigandine (à plaques courbées). Une autre pièce de tissus, le surcot, est placé sur cette armure pour atténuer l'effet du soleil.
Par extension, le mot hoqueton servit à désigner les archers eux-mêmes, et les gardes qui accompagnaient le grand prévôt, le chancelier, etc.